# Aloe desmetiana
Aloe desmetiana é uma espécie de liliopsida do gênero Aloe, pertencente à família Asphodelaceae.